# Morpho iphiclus
Morpho iphiclus är en fjärilsart som beskrevs av Felder 1862. Morpho iphiclus ingår i släktet Morpho och familjen praktfjärilar. Inga underarter finns listade i Catalogue of Life.